# 越後上布
越後上布（えちごじょうふ）は、現在では新潟県南魚沼市、小千谷市を中心に生産される、平織の麻織物。大麻ではなく苧麻を用いる。古くは魚沼から頚城、古志の地域で広く作られていた。古来は越後縮と言われていたが、現在では平織のものは越後上布、縮織のものは小千谷縮と区別されている。1955年に、越後上布、小千谷縮が共に重要無形文化財に指定されている。また、2009年にはユネスコの無形文化遺産保護条約「人類の無形文化遺産の代表的な一覧表」にも登録された。
上布の最高級品であり「東の越後、西の宮古」と呼ばれる日本を代表する織物。

## 概要
塩沢出身の文人である鈴木牧之は「魚沼郡の雪は縮の親といふべし」との言葉を残している。越後上布の雪晒しは非常に有名で、2～3月の快晴の日、雪の上に布が晒される光景は新潟の名物となっている。
越後上布の重要無形文化財指定要件は以下のとおりである。
- 一 すべて苧麻を手うみした糸を使用すること。
- 二 絣模様を付ける場合は、手くびりによること。
- 三 いざり機で織ること。
- 四 しぼとりをする場合は、湯もみ、足ぶみによること。
- 五 さらしは、雪ざらしによること。

重要無形文化財の越後上布は、越後上布・小千谷縮布技術保存協会の会員のみが製作できるものである。
塩沢織物産地では、重要無形文化財技術指定外の越後上布も生産されており、商標により区別されている。

## 歴史
越後国での麻織物の歴史は古く、天平勝宝年間（西暦749 - 757年）に越後国久疋郡から朝廷に献上された「越布」が正倉院に収められている。
上布の最高級品であり「東の越後、西の宮古」と呼ばれる日本を代表する織物のひとつ。
平安時代には、『延喜式』に「越後布、越後国商布一千段が上納」との記録があり、宮廷に越後の布を納めていたことが分かる。
鎌倉時代には、『吾妻鏡』に1192年（建久3年）に征夷大将軍就任を祝う勅使への贈り物に「越後布」を贈ったという記録が残る。
南北朝時代に、上杉氏が越後守護となり、産業奨励策をとった。
室町時代には、幕府の公服である素襖の材料として越後布が必需品になり、越後府中青苧座（えちごふちゅうあおそざ）が設けられ、三条西家が東北地方の青苧の販売を独占している。越後国守護上杉房定は将軍足利義尚への贈り物として越後布を30端送っている。
室町時代を通じて、権力者への贈り物として越後布は欠かせない品であった。1560年（永禄3年）には上杉謙信が朝廷へ越後の麻布を献上し、1586年（天正14年）には上杉景勝が300端もの越後布を豊臣秀吉に贈っている。上杉家重臣の直江兼続は領民のために『農戒書』を記し、正月には糸をとり、苧をひねり、着物を作れと農閑期の副業として麻布の生産を勧めている。1523年（大永3年）には、苧船が若狭国で16艘拿捕されており、苧麻を運ぶための専用船が仕立てられていたこともわかる。
江戸時代には、明石出身の浪人である堀将俊が寛永頃に越後に移住した。堀は小千谷縮の開発と上布の技術革新に成功している。元禄頃には諸大名からの御用縮布の注文がなされるようになる。あまりに贅沢だということで天保年間には奢侈禁止令の対象にもなった。